# Viceadmiral (Kanada)
Viceadmiral (angleško Vice-Admiral, okrajšava: VAdm in francosko vice-amiral, okrajšava: VAm) je visoki vojaški čin v Kanadskih oboroženih silah za pripadnika Pomorskega poveljstva. V hierarhiji Zemeljskega poveljstva in Zračnega poveljstva mu ustreza čin generalporočnika.
Do leta 1968, ko je bila izvršena unifikacija Kanadskih oboroženih sil, je bil činu enakovreden tudi čin zračnega maršala (Air Marshal) v Kraljevem kanadskem vojnem letalstvu. Višji čin je admiral in nižji čin je kontraadmiral.
Oznaka čina je:
- epoleta ali naprsna oznaka: na kateri se nahaja krona svetega Edvarda, prekrižana sablja in maršalska palica ter trije trikotno razporejeni javorjevi listi[1];
- narokavna oznaka: ena široka črta (1968-2010) oz. ena široka črta in dve ozki črti s pentljo (od 2010).

V skladu s Natovim standardom STANAG 2116 čin spada v razred OF-8 in velja za trizvezdni čin, kljub temu da ima oznaka namesto zvezd javorjeve liste.

## Galerija
- Narokavna oznaka
 (od 2010)
- Naramenska epoleta[2]

## Položaji
Viceadmirali po navadi zasedajo samo najvišje poveljniške oz. administrativne položaje, saj ima čin admirala le načelnik Obrambnega štaba; tako so po navadi na položaju:
- podnačelnik Obrambnega štaba (Kanada) (Vice-Chief of the Defence Staff; VCDS);
- namestnik načelnika Obrambnega štaba (Kanada) (Deputy Chief of the Defence Staff; DCDS);
- poveljnik operativnega poveljstva (npr. Pomorsko poveljstvo Kanadskih oboroženih sil);
- načelnik Pomorskega štaba (Kanada) (Chief of the Maritime Staff);
- pomočnik namestnika ministra za nacionalno obrambo;
- poveljnik ali predstavnik mednarodne sile, zveze ali organizacije.

## Načini nazivanja
Viceadmirali so ustno nazvani kot Admiral in ime, kot so tudi vsi ostali pomorski častniki z admiralskim činom; po tem uvodnem nazivu pa se uporablja Sir (gospod) oz. Ma'am (gospa). V francoščini podrejeni po uvodnem nazivu uporabljajo mon amiral (moj admiral). Viceadmirali so po navadi upravičeni do uporabe štabnega avtomobila. 